# Strychnos malacoclados
Strychnos malacoclados là một loài thực vật có hoa trong họ Mã tiền. Loài này được C.H. Wright miêu tả khoa học đầu tiên năm 1903.